# Tethys (moře)

Tethys mezi Gondwanou a Laurasií

Tethys bylo prehistorické moře rovnoběžkového směru. Vzniklo v druhohorách (Mezozoikum) v Triasu, zhruba před 250 miliony let. Kontinent Pangea se zhruba ve svém středu rozdělil na severní (Laurasie) a jižní (Gondwana) část. Mezi nimi vzniklo moře Tethys, které sahalo od nynějšího Mexického zálivu přes Španělsko, Itálii, pohoří Himálaj až na Malajský poloostrov. Představovalo teplou sedimentační oblast a docházelo v něm postupně k četným vrásnivým pohybům a paleogeografickým změnám.